# Paracordyloporus camerunensis
Paracordyloporus camerunensis är en mångfotingart. Paracordyloporus camerunensis ingår i släktet Paracordyloporus och familjen Chelodesmidae. Utöver nominatformen finns också underarten P. c. papillatus.